# Distrito histórico de Water Avenue
El Distrito histórico de Water Avenue es un distrito histórico ubicado en Selma, Alabama, Estados Unidos.

## Descripción
Tiene una extensión de 10 acre (4 ha) y se encuentra sobre Water Avenue en el centro de Selma. Los límites se ampliaron el 7 de julio de 2005. El distrito es principalmente comercial, con ejemplos de los estilos neogriego, italianizante, reina ana, neorrománico y neorrenacentista. Contiene 52 propiedades, con 47 contribuyentes y 5 no contribuyentes al distrito. Se agregó al Registro Nacional de Lugares Históricos el 26 de diciembre de 1972, con aumentos de límites en 2005 y 2021.